# Lyja
Lyja es un personaje ficticio que aparece en los cómics estadounidenses publicados por Marvel Comics. Una Skrull, posee la capacidad de cambiar de forma a casi cualquier forma humanoide o animal. Las modificaciones en su cuerpo le dan el poder de generar explosiones de energía.

## Historial de publicaciones
Lyja apareció por primera vez en Fantastic Four # 357 (octubre de 1991), y fue creada por Tom DeFalco y Paul Ryan. Se reveló que se había hecho pasar por Alicia Masters desde Fantastic Four # 265 (abril de 1984). Lyja siguió siendo un personaje secundario en la serie hasta el lanzamiento de la historia de "Heroes Reborn" en 1996. Regresó en un vínculo con la serie limitada Secret Invasion en 2008.

## Biografía ficticia
El Imperio Skrull, antiguos enemigos de Los 4 Fantásticos, se embarcó en un plan para infiltrarse en el equipo haciéndose pasar por Alicia Masters, escultora ciega e interés amoroso de Benjamin Grimm (la Mole). El autor del plan, Paibok el Energo Skrull, seleccionó a la guerrera Lyja para que fuera la espía y la agente de espionaje, posiblemente como represalia porque una vez habían tenido un romance fallido. Sin embargo, Lyja se entrenó ampliamente para quitarse el disfraz, incluso usando lentes de contacto para cegarse en forma humana y aprender a navegar por el mundo como lo hizo Alicia.
Poco después de la llegada de Lyja a la Tierra, un ser casi omnipotente conocido como Beyonder secuestró a numerosos seres superpoderosos (incluidos tres miembros de los Cuatro Fantásticos) y los transportó a un Battleworld improvisado, donde participaron en una serie de "Secret Wars", entre las llamadas fuerzas del bien y del mal. Lyja aprovechó la oportunidad de su distracción para reemplazar a Alicia, saludando a los Cuatro Fantásticos en su regreso a la Tierra desde Battleworld. El plan de Skrull casi falla cuando Lyja descubrió que la Mole optó por permanecer en Battleworld al final de la guerra, en lugar de regresar a la Tierra. Lyja sedujo a Johnny Storm, la Antorcha Humana. Cuando la Mole se enteró de que Johnny y "Alicia" eran amantes, se distanciaron. Lyja se enamoró de Johnny y finalmente se casaron bajo el falso pretexto de que ella era Alicia Masters.
Finalmente, el padrastro de Alicia, el villano conocido como el Amo de las Marionetas, se dio cuenta de que la mujer que decía ser su hijastra era una impostora, y llevó sus sospechas a la Mole. Lyja fue obligada por la Mole a transformarse de nuevo a su verdadera apariencia de Skrull. Ella reveló su verdadera identidad, así como el hecho de que la verdadera Alicia era una cautiva de los Skrulls. Ayudó a los Cuatro Fantásticos a encontrar a la verdadera Alicia Masters en el Imperio Skrull, pero se cree que fue asesinada cuando se lanzó al camino de una explosión que Paibok había destinado a la Antorcha Humana.
En realidad, Paibok recuperó a Lyja y le reveló a Devos el Devastador que todavía estaba viva. Paibok, con la ayuda de Devos, despertó a Lyja de su estado de coma y le otorgó el poder de volar y disparar ráfagas de energía de sus manos convirtiéndose en "Lyja la Lazerfist". Más tarde se reveló que estos poderes provenían de un dispositivo especial implantado en ella. Uniéndose a ellos en busca de venganza, los tres llegaron a la Tierra, aislaron y lucharon contra la Antorcha en la Universidad Empire State. Presa del pánico, la Antorcha irrumpió en su Llama Nova y destruyó el campus. Junto a Devos y Paibok, Lyja fue testigo de una batalla entre los Cuatro Fantásticos y los Cuatro Fantásticos alternativos. Lyja todavía tenía sentimientos por la Antorcha y una vez más traicionó a sus cohortes para ponerse del lado de los Cuatro.
Lyja luego se encontró por primera vez con Aron el Vigilante y ayudó a los Cuatro Fantásticos contra el Doctor Doom. Junto a los Cuatro Fantásticos, Lyja luchó contra Devos, Paibok, Klaw y Huntara. Lyja se hizo pasar por Bridget O'Neil y se puso celosa al descubrir el afecto de Johnny Storm por Bridget.
Después de regresar a Los Cuatro Fantásticos y Johnny, Lyja afirmó que estaba embarazada del hijo de Johnny. Con el tiempo, Lyja y Johnny comenzaron a acercarse nuevamente. Cuando Lyja entregó al "niño" (un huevo), el implante que le dio los poderes de "Lazerfist" también fue removido, devolviendo a Lyja a un Skrull ordinario sin poderes adicionales más allá de su cambio de forma. Posteriormente, el implante fue absorbido por un humano normal, aparentemente un experto en electrónica llamado Raphael Suarez, quien ganó los poderes de "Lazerfist" e intentó contactar a los Cuatro Fantásticos en busca de ayuda, pero después de los agitados eventos que siguieron a la eclosión del "huevo", Raphael se alejó dándose cuenta de que los Cuatro Fantásticos no iban a ser de ninguna ayuda en su estado actual, y no se ha vuelto a mencionar desde entonces.
Aunque Lyja y Johnny se estaban acercando, Lyja estaba continuamente dividida por decirle algo a Johnny. Estaba demasiado asustada para arriesgarse a romper los lazos que habían logrado formar de nuevo, y siguió posponiéndolo. Al final, ya era demasiado tarde. Se reveló que el "huevo" no era su hijo, sino un arma biológica de Skrull, que Lyja posteriormente destruyó después de que eclosionó. Johnny, enfurecido por haber sido traicionado y engañado nuevamente por Lyja, rompió con ella nuevamente.
Lyja todavía estaba enamorada de Johnny y lo acechaba mientras era humana, Laura Green. Johnny estaba inicialmente interesado en una compañera de estudios universitaria, pero cuando se dio cuenta de que nada se materializaría con ella, su atención se centró en Laura / Lyja. Lyja, habiendo aprendido bien sus lecciones, finalmente decidió revelarse antes de que Johnny se sintiera traicionado nuevamente. Después de compartir un beso con Laura, Johnny ya sabía que su exesposa era en realidad Laura Green. Durante la crisis de Onslaught, cuando Lyja resultó herida, intentó decirle a Johnny la verdad, pero él le informó que él ya lo sabía. La pareja parecía estar en camino de reconciliar su relación hasta que los Cuatro Fantásticos fueron dados por muertos después de una pelea devastadora con Onslaught, y como resultado, Lyja se fue para intentar una vida normal, haciéndose pasar nuevamente por una mujer humana. Poco después de que se revelara que los Cuatro Fantásticos habían sobrevivido a la pelea con Onslaught, Johnny menciona que no puede localizar a Lyja.

### Secret Invasion
Durante la historia de Secret Invasion, Lyja se hace pasar por la Mujer Invisible para enviar el Edificio Baxter a la Zona Negativa. Ella se revela a su ex cónyuge y lo ataca, sintiéndose enojada porque él la había olvidado. Durante el transcurso de su batalla, Johnny salva a Lyja de ser atropellada por un coche de la policía, detenida a través del portal. Los dos se reconcilian después de eso, pero una criatura de la Zona Negativa los ataca. Se las arreglan para derrotar a la criatura, pero Lyja se desmaya por sus heridas. Algún tiempo después, cuando los "nuevos" Cuatro Fantásticos vuelan a la prisión, Franklin y Valeria son capturados por varias criaturas de la Zona Negativa, sin embargo Lyja las salva. Ella le informa a Johnny que había estado trabajando en una librería cuando un Skrull se le acercó e insistió en que se uniera a ellos. Intentaron convencerla de que los ayudara a volar el Edificio Baxter, pero en cambio ella envía a los Cuatro Fantásticos a la Zona Negativa, con la esperanza de mantenerlos fuera de peligro. Cuando Ben, Johnny, Franklin, Val y el Chapucero estaban listos para dejar la Zona Negativa, ella se negó a irse, ya que quería quedarse atrás y descubrir quién era realmente.

### Future Foundation
Lyja apareció más tarde como una aliada de Future Foundation, ayudándoles a localizar los restos atómicos dispersos del Hombre Molécula. Habiendo asumido la identidad de Yondu Udonta para escapar de la persecución por ser un Skrull, ayudó a la miembro de la Fundación Julie Power a infiltrarse en una prisión galáctica donde se encontraba uno de estos renmants (que estaba unido a Rikki Barnes) fue localizado. Más tarde mató a Kl'Rath, un aliado de Zn'rx de Maker, por haber matado a niños Skrull inocentes, se hizo pasar por él y ayudó a frustrar los planes de Maker. Sobre la invitación de Alex Power, ella posteriormente se unió a la Future Foundation.

## Poderes y habilidades
La herencia de Deviant Skrull de Lyja le da la capacidad de cambiar el tamaño, la forma y el color a voluntad, adoptando la apariencia, pero no las características de otros seres y objetos. Los skrulls no pueden duplicar los poderes sobrehumanos de los seres que utilizan sus poderes de cambio de forma para suplantar.
Por un breve tiempo, debido a la alteración genética (que luego se reveló como un implante) por Paibok el Energo Skrull, Lyja tuvo la capacidad de proyectar ráfagas de rayos láser llamados sus "bio-explosiones" de sus manos sin daño. a ella misma. Podía suspenderse en el aire disparando sus bio-explosiones debajo de ella. Estos poderes se perdieron cuando su cuerpo rechazó el implante generador de energía durante su "nacimiento".
Lyja usa armadura corporal de materiales no especificados. Llevaba lentes de contactos especiales que la dejaban ciega mientras se hacía pasar por Alicia Masters.
Lyja ha sido entrenada en combate armada y desarmada por el ejército Skrull. También está entrenada en actuación y educada en la cultura e historia de la Tierra y el idioma inglés por tutores Skrull. También tiene talento como creadora de escultura abstracta.
En la historia de Secret Invasion, recuperó sus poderes de energía a través de medios no especificados, así como la capacidad de resistir los increíbles niveles de calor y llamas que la Antorcha Humana puede generar. Lyja también se ha visto manifestando alas de dragón a través de sus poderes de cambio de forma, lo que le permite volar.

## Otras versiones

### Marvel Zombies
Lyja aparece en el Universo Marvel Zombies en un planeta asediado por Zombie Galactus, que consta de versiones zombis de Giant-Man, Spider-Man, Iron Man, Luke Cage, Wolverine y Hulk durante un cruce de Pantera Negra. Aquí posee el poder de la Mujer Invisible como parte de un experimento tras la muerte del Super-Skrull en este universo; incapaz de replicar el Super-Skrull, los poderes de los Cuatro Fantásticos fueron otorgados a cuatro Skrulls diferentes. Ella es leal a los Skrulls y parece insultada cuando Johnny Storm del Universo Marvel regular, que ha sido transportado a este universo con los 'nuevos' Cuatro Fantásticos de la Antorcha, la Mole, Pantera Negra y Tormenta, admite conocerla.
Poco tiempo después, ella se infecta con el virus zombi, junto con el resto de su equipo. Durante el conflicto posterior entre el zombi-Skrull-Fantastic Four y el nuevo Fantastic Four, ella es decapitada por una daga de vibranium lanzada por Pantera Negra, y su cabeza es posteriormente destruida por Pantera Negra antes de que pueda morder a Johnny después de que aterrice cerca de su tobillo.

### MC2
En el universo MC2, Lyja vuelve a estar casada con la Antorcha Humana y es miembro de Los 5 Fantásticos, bajo el nombre de Ms. Fantástica. La pareja tiene un hijo, Torus Storm, que heredó tanto las habilidades de cambio de forma de Lyja como los poderes de la llama de la Antorcha. Permanece activa entre los Cinco Fantásticos y es vista esporádicamente en la serie Spider-Girl y miniseries relacionadas. Spider-Girl menciona en su primer encuentro que si no estuviera luchando contra Lyja probablemente le pediría su autógrafo, ya que era una fan.

### Power Pack
Lyja se presenta dentro de la miniserie Skrulls vs. Power Pack como una joven Skrull que se hace pasar por Katie Power, además de ser un comandante bajo las órdenes del Warpriest Kh'oja en el que incriminó a los hermanos Power robándoles tesoros especiales desde Patchworld.

## En otros medios

### Televisión
- Lyja apareció en la serie de televisión Los 4 Fantásticos de 1994, episodio "Behold, A Distant Star", con la voz de Katherine Moffat. Se la muestra como comandante del ejército Skrull.